# Dold trattkaktus
Dold trattkaktus (Eriosyce occulta) är en art inom trattkaktussläktet och familjen kaktusväxter, som har sin naturliga utbredning i Chile.

## Beskrivning
Dold trattkaktus är en tillplattat klotformad halvgeofyt som har en kraftig pålrot och blir 3 till 8 centimeter i diameter. Den är uppdelad i upp till 14 vårtindelade åsar, vars vårtor blir 5 millimeter höga. På vårtorna sitter något krökta svarta till mörkbruna taggar, men kan ibland saknas helt. Taggarna består av en centraltagg (som dock kan saknas) som blir 5 till 10 millimeter hög. Runt centraltaggen sitter 4 till 6 radiärtaggar, som blir 3 till 11 millimeter långa. Blommorna utvecklas ur ullfyllda areoler, och blir 2,3 till 4 centimeter i diameter. Blommorna är vita med blekröda mittränder på kronbladen. Frukten är avlång, 1,5 till 2 centimeter lång och är röd när den mognat.

## Synonymer
Echinocactus occultus K.Schum. 1903
Pyrrhocactus occultus (K.Schum.) F.Ritter 1959
Nedanstående räknas ej som synonymer:
Echinocactus occultus Plilippi 1860 → Eriosyce heinrichiana
Neoporteria occulta (Philippi) Britton & Rose 1922 → Eriosyce heinrichiana